# 南美貘
南美貘（学名：Tapirus terrestris），又名巴西貘或低地貘，是一種貘，在南美洲是最大的野生陸地動物。

## 外觀

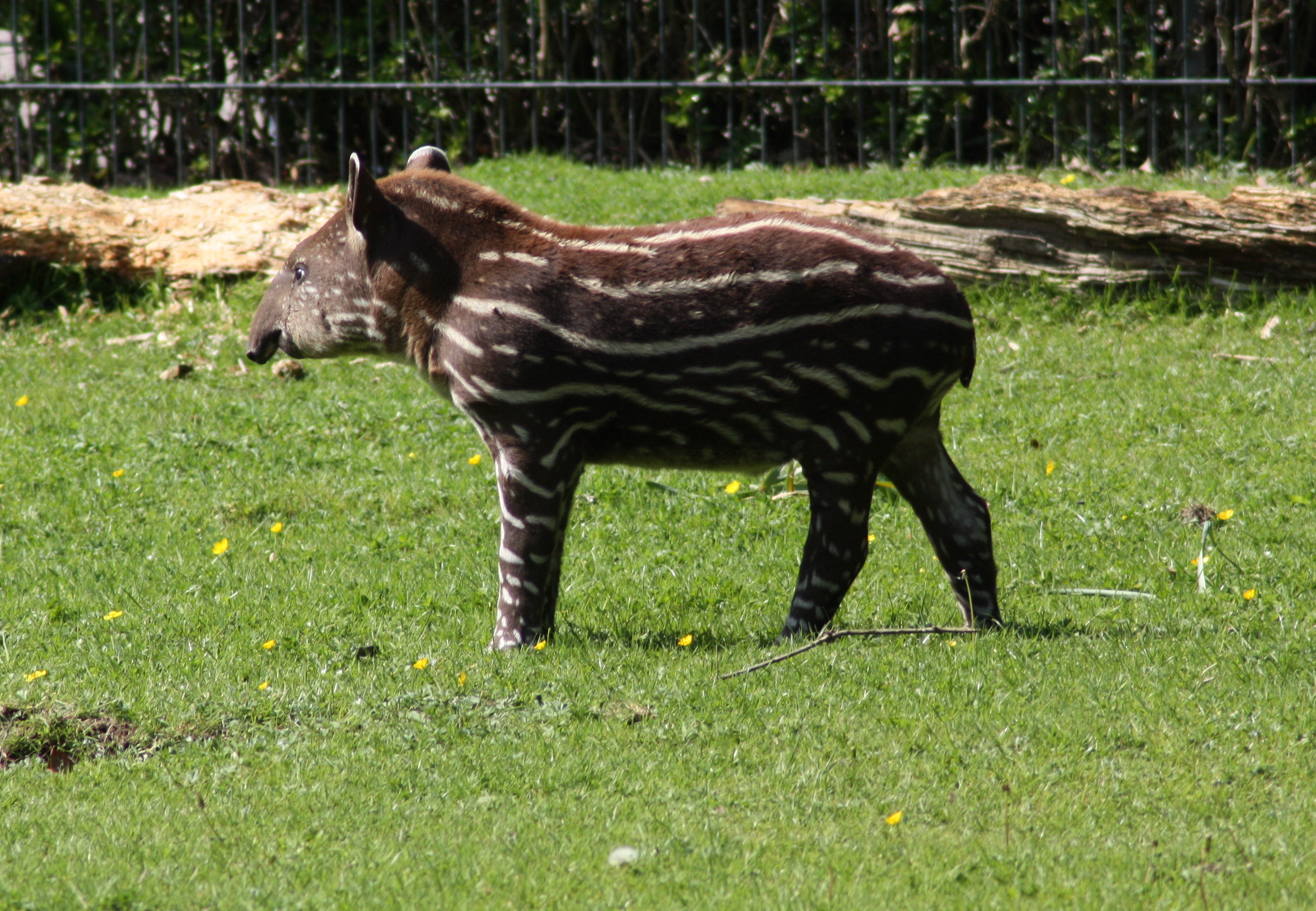
南美貘幼獸

南美貘呈深褐色，由頭頂至頸背有一道短而直立的鬃毛。牠們體長達1.8-2.5米，尾巴長5-10厘米，重230公斤。牠們肩高達77-108厘米。

## 分佈
南美貘棲息在南美洲亞馬遜雨林及亞瑪遜盆地近水的地方。牠們的分佈地北臨委內瑞拉、哥倫比亞及圭亞那，南至巴西、阿根廷及巴拉圭，西至玻利維亞、秘魯及厄瓜多爾。

## 行為

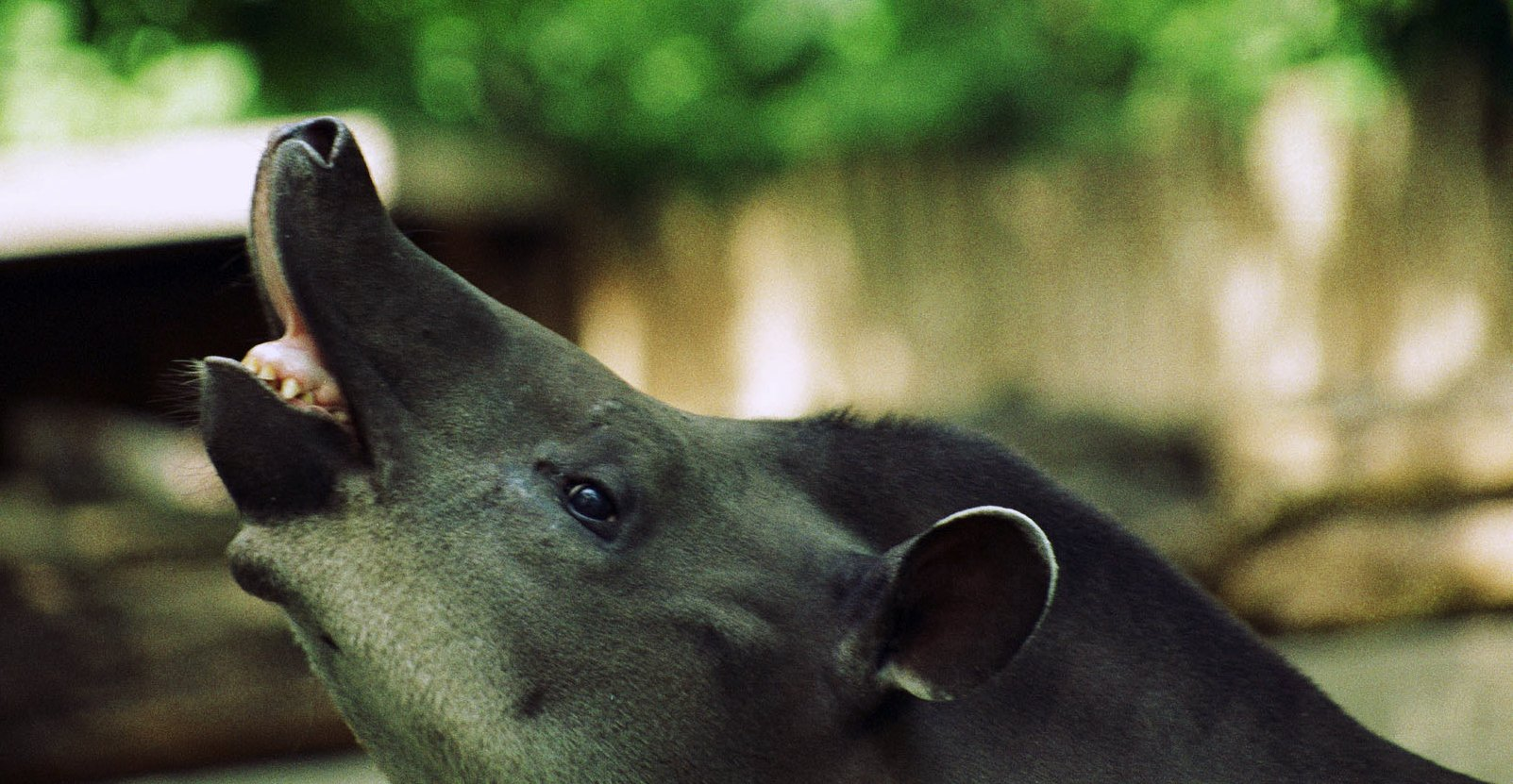
南美貘的裂唇嗅反應。

南美貘能游善跑，就算在崎嶇的山地也能奔走自如。牠們的壽命約25-30歲。在野外，牠們的天敵主要是鱷魚、森蚺及大型的貓科動物，譬如美洲豹或美洲獅。南美貘當受驚時會走入水中。牠們每個月也會交配。

## 食性
南美貘是草食性的。牠們利用靈活的吻，來吃葉子、芽、嫩枝及細小的樹枝。

## 保育狀況

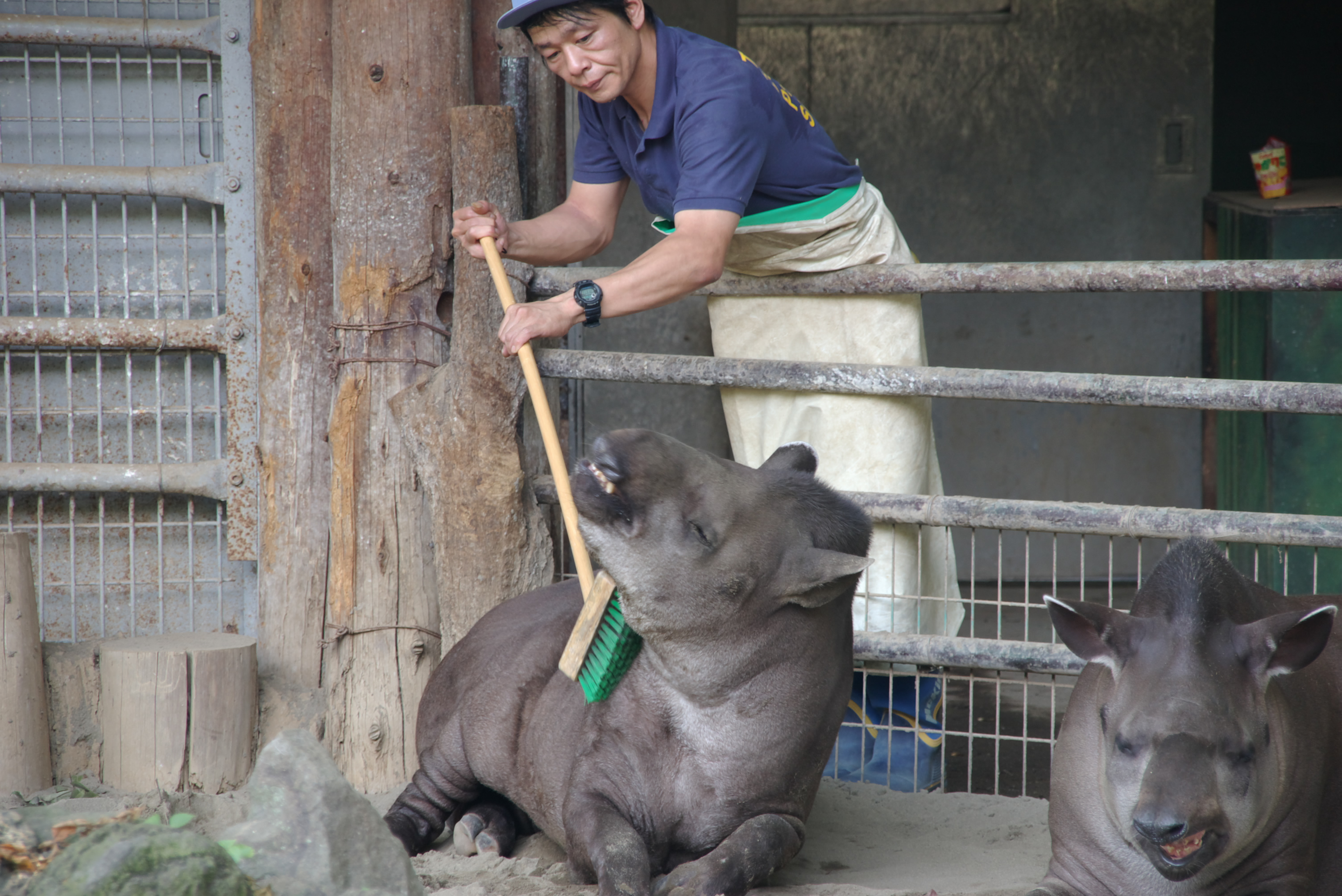
東京上野動物園飼養的南美貘

南美貘的數量減少是因被烹吃及失去棲息地所致。牠們一般被認為是瀕危物種，但滅絕的可能性則較其他的貘為低。其被列為《瀕危野生動植物種國際貿易公約》附錄二的物種，被限制出口及貿易。

## 外部連結
- 南美貘的相片及映片
- 南美貘的資料